# Rue Henri-Duchène
Pour les articles homonymes, voir Duchêne.
La rue Henri-Duchène est une voie du 15e arrondissement de Paris, en France.

## Situation et accès
La rue Henri-Duchène est une voie publique située dans le 15e arrondissement de Paris. Elle débute au 32, rue Fondary et se termine au 133, avenue Émile-Zola.

## Origine du nom

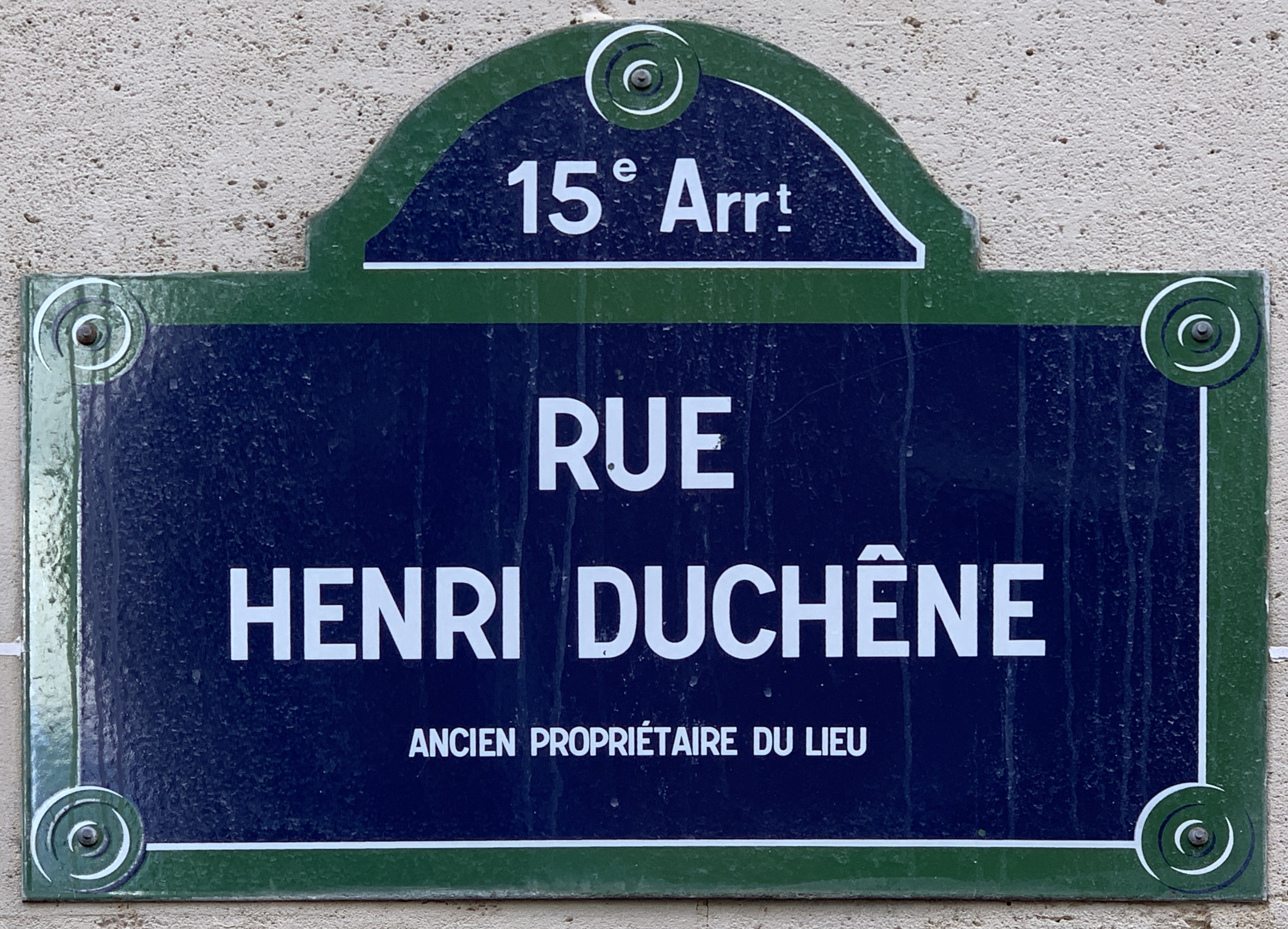
Plaque de la rue.

La rue doit son nom au propriétaire du terrain.

## Historique
La voie est ouverte et prend sa dénomination actuelle en 1924.